# New Brunswick Route 1

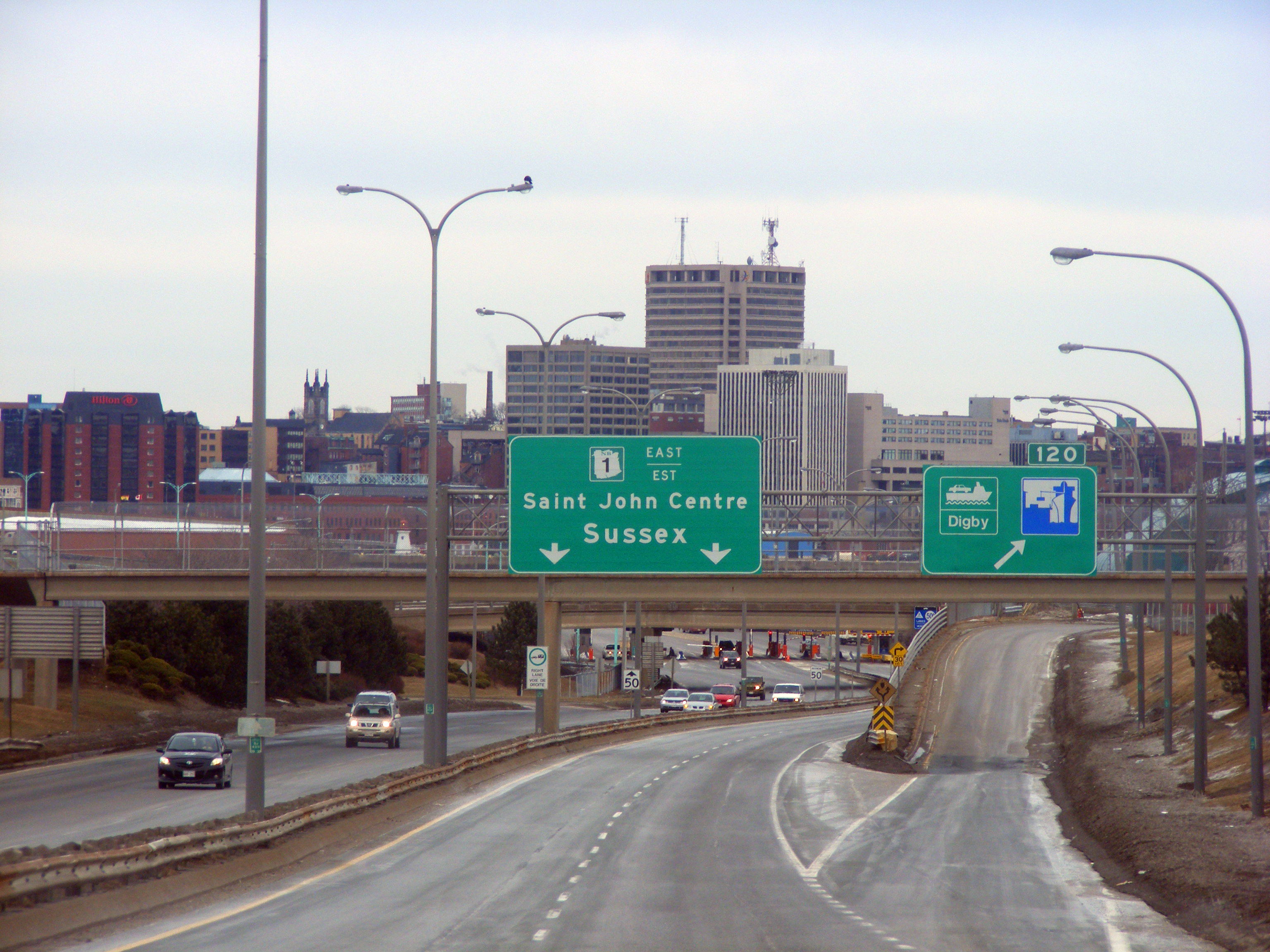
Route 1 in Saint John in östlicher Richtung

Die New Brunswick Route 1 ist ein Highway in der kanadischen Provinz New Brunswick. Er beginnt in der Nähe der  Stadt St. Stephen und endet an der Route 2 westlich von Moncton. Er ist Bestandteil des National Highway Systems, dort dient die Route als Core-Route. Sie ist über die gesamte Strecke als Freeway ausgebaut.

## Verlauf
Die Route beginnt am St. Croix River bei St. Stephen. Über den Fluss verläuft die International Avenue Bridge, auf der anderen Flussseite befindet sich eine Anschlussstelle an den U.S. Highway 1. Die Route dient zuerst als Umgehungsstraße um St. Stephen und verläuft danach in östlicher Richtung. Vorbei an St. George führt die Route zur zweitgrößten Stadt der Provinz, Saint John. Vor der Stadt zweigt Route 7 ab, die zur Provinzhauptstadt Fredericton führt. Route 1 führt in die Stadt hinein und überquert den Hafen von Saint John mit der Saint John Harbour Bridge.
Von Saint John aus führt die Route in nordöstlicher Richtung ins Landesinnere. Vorbei an den Städten Rothesay, Quispamsis, Hampton und Sussex führt sie zur Route 2, an der sie ca. 20 km westlich von Moncton endet.